# Castel San Pietro Terme
Castel San Pietro Terme é uma comuna italiana da região da Emília-Romanha, província de Bolonha, com cerca de 19.145 habitantes. Estende-se por uma área de 148 km², tendo uma densidade populacional de 129 hab/km². Faz fronteira com Casalfiumanese, Castel Guelfo di Bologna, Dozza, Medicina, Monterenzio, Ozzano dell'Emilia.
Pertence à rede das Cidades Cittaslow.

## Demografia
| Variação demográfica do município entre 1861 e 2011                               |
|                                                                                   |
| Fonte: Istituto Nazionale di Statistica (ISTAT) - Elaboração gráfica da Wikipedia |